# 長谷川千代乃
长谷川千代乃（日语：／ Hasegawa Chiyono，1896年11月20日—2011年12月2日）是一名日本超级人瑞，去世时享嵩寿115岁12天。
在2010年5月2日知念蒲去世后，她成为日本和亚洲最年长的在世者，也是世界上在世第二最年长者，仅次于美国人贝斯·库珀。

## 长寿纪录
- 2007年10月29日，长谷川以110岁343天，經確認出生資料，被列入吉尼斯世界纪录承認老年學研究組織的超級人瑞名單中[1]。
- 2010年5月2日，知念蒲去世，长谷川千代乃以113岁163天成为日本最年长的在世者。
- 2011年6月21日，玛利亚·高梅斯·瓦琳廷去世，长谷川千代乃以114岁213天成为世界上第二年长的在世者。
- 2011年11月13日，长谷川千代乃以114岁358天超越知念蒲，成为日本经认证的最年长者第二名。
- 2011年12月2日上午8时28分，长谷川千代乃自然死亡，享年115岁12天。木村次郎右卫门成为日本最年长的在世者。

## 參看
- 超級人瑞